# بيتشكت (باكينجهامشير)
بيتشكت (بالإنجليزية: Pitchcott)‏ هي قرية وأبرشية مدنية تقع في المملكة المتحدة في إنجلترا. يقدر عدد سكانها بـ 44 نسمة .